# Cauquenes (Maule)
Cauquenes is een gemeente in de Chileense provincie Cauquenes in de regio Maule. Cauquenes telde 40.441 inwoners in 2017 en heeft een oppervlakte van 2126 km².

## Geboren
- Manuel Trucco (1875-1954), vicepresident van Chili

- Gemeinsame Normdatei: 7650860-2
- Virtual International Authority File: 239239066